# Zoran Bulatović Bale
Zoran Bale Bulatović (Novi Sad, 13.februar 1964), srpski je muzičar, kompozitor i vizuelni umetnik.

## Biografija
Sa 12 godina počeo je da glumi u Srpskom Narodnom Pozorištu. Otprilike u isto vreme učestvuje u mnogim produkcijama radio dramskih emisija, kao i u crtanim filmovima, kao narator na TV Novi Sad. Sa 14 godina, u potpunosti se posvetio muzici, a karijeru je počeo u pank grupi Pekinška Patka, koji se smatra najpoznatijim pank bendom sa prostora bivše Jugoslavije. Nakon raspada Patke, osnovao je new/dark wave grupu Lunu, koja je snimila svoj prvi i jedini LP, „Nestvarne Stvari” 1983. godine. Album je odmah postao „kultna ploča”, a uvršten je i na listu Deset najboljih albuma ikad snimljenih, u anketi u kojoj je anketirano 20 najpoznatijih rok kritičara iz bivše Jugoslavije.
Sa 20 godina, počeo je da komponuje filmsku i pozorišnu muziku, što je koristio za eksperimentisanje sa različitim muzičkim stilovima. U početku je bio asistent Predragu Vraneševiću, kompozitoru koji je tada imao više stotina snimljenih projekata. U tom periodu su zajedno komponovali muziku za desetine pozorišnih predstava i nekoliko igranih filmova.
Godine 1993. preselio se u Njujork, gde je nastavio da komponuje za pozorište i film, kao i da snima i nastupa sa njujorškim bendovima, kao što su I.C.U, Furniture, Collateral Damage.
Kao stalni član neprofitnog umetničkog udruženja Chashama (1998-2006), sarađivao je sa brojnim umetnicima iz celog sveta na različitim umetničkim projketima, kao što su koncerti, razni performansi i umetničke izložbe.
Godine 2005. vratio se u Evropu, a u početku je boravio u Parizu, gde se sprijateljio sa kompozitorom Netanijelom Mešalijem, koji je u tom periodu komponovao muziku za film Gaja Ričija — Revolver. Nakon kratkog boravka u Firenci, preselio se u Alberobelo, grad na jugu Italije.
U Italiji je boravio do 2019. godine i osnovao je asociaciju Fatalamanga, čije su osnovne aktivnosti produkcija pozorišnih predstava, kursevi glume i drugo. Originalna predstava Fatalamange „The First”, 2008. godine, pobedila je kao najbolja alternativna pozorišna predstava na regionalnom takmičenju MARte Live’s u Bariju, zahvaljujući čemu je dobio priliku da izvede predstavu u Rimu na nacionalnom takmičenju alternativnih teatara.
Od 2019. godine, živi u Italiji i u Novom Sadu, gde je osnovao udruženje građana DaDa YoK i radi na projektu za “Novi Sad – Evropska Prestonica Kulture 2022.” u cilju da se Novi Sad sa svojom bogatom istorijom alternativne umetnosti kao i aktuelnom scenom bolje predstavi evropskoj i svetskoj javnosti tokom godine kulture.
Na dan 13. decembra 2021. organizovao je svoju prvu samostalnu izložbu u Fabrika, SKCNS, gde je izložio oko stotinu crteža nastalih između 2019. i 2021. godine

## Filmska i pozorišna muzika
- Majka Hrabrost,  Pozorišni komad, Bertolt Brecht, Dejan Projkovski, Muzika: Goran Trajkoski, Zoran Bale Bulatović, Novosadsko pozorište, Újvidéki Színház, 2025
- Srijeda jednog Ponedeljka, Pozorišni komad, Božidar Knežević, Draško Zidar, Kazalište Virovitica, 2025
- Miša Pupin Idvorski - Pozorišni komad, Petar Pejaković, Narodno pozorište Toša Jovanović, Zrenjanin, 2024
- Čudnovate zgode šegrta Hlapića – Pozorišni komad, Vjera Vidov, Narodno pozorište Toša Jovanović, Zrenjanin, 2023.
- Bajka o ribaru I ribici – Pozorišni komad, Vjera Vidov, Pozorište lutaka Niš, Niš, 2023.
- Zima jednog lava - Pozorišni komad, Robert Raponja, kazalište Virovitica, 2022.
- Dečak i mesec - Pozorišni komad, Vjera Vidov, Narodno pozorište Toša Jovanović, Zrenjanin, 2021.
- Trullantis – Film, Zoran Bulatović Bale, Fatalamanga23, Italija, Alberobelo, 2017.
- Trullantis - Pozorišni komad, Zoran Bulatović Bale, Fatalamanga23, Italija, Alberobelo, 2016.
- The True Trulli’s Truth Show - Pozorišni komad, Đulija Koluči, Fatalamanga23, Italija, Alberobelo, 2013.
- Il segreto della Signora in bianco (Secret of a Lady in White) - Pozorišni komad, Đulija Koluči, Fatalamanga23, Italija, Alberobelo, 2011.
- Nel segno di Pinter (In the Sign of the Pinter) - Pozorišni komad, Frančesko Losito, Fatalamanga23, Italija, Alberobelo, 2010.
- l mio Alter Ego è andato in vacanza spero ritorni (My Alter Ego Went on Vacation I Hope He Comes Back) - Pozorišni komad, Đulija Koluči, Fatalamanga23, Italija, Alberobelo, 2009.
- Cuori senza Airbag (Hearts Without Airbag) - Pozorišni komad, Frančesko Losito, Fatalamanga23, Italija, Alberobelo, 2008.
- The Sex Movie – Film, Kolton Lorens, Argentic Pictures, San Francisko, 2006.
- Dingle, Barry – Film, Beri Šurčin, Indican Productions, Los Anđeles, 2004.
- Falling – Film, Klejton Alis, BeanPictures, Njujork, 2003.
- Mole – Film, Ričard Mauro, Cine BLAST! Productions, Njujork, 2002.
- Daypass - Kratki film, Debora Šo, Columbia University, Njujork, 2002.
- Everyday Women - Pozorišni komad, Sisters Under the Skin, Njujork, 1999.
- Waiting - Pozorišni komad, Sisters Under the Skin, Njujork, 1998.
- Husbands and Wives- Kratki film, Dušan Miljević, New York Film Academy, Njujork, 1994.
- Poslednja Dadaisticka Predstava (The Last Dada Performance) – Film, Aleksandar Davić, TV Novi Sad, Novi Sad, 1992.
- Iz Pepela (From the Ashes) – Film, Lokeberg / Žilnik, norveška i jugoslovenska koprodukcija, 1992.
- Ulica Trala la (Ho Hum Street) - Pozorišni komad, E. Stojakov, Pozorište mladih, Novi Sad, 1992.
- Put oko sveta za 80 dana  (A Trip Around the World in Eighty Days) - Pozorišni komad, Dejan Mijač, Boško Buha teatar, Beograd, 1992. sa P.Vranešević.
- Jevreji Dolaze (Jews are Coming) - Film, Prvoslav Marić, TV Novi Sad, Novi Sad, 1992. sa P.Vranešević.
- Opasan Put (Dangerous Road) - Pozorišni komad, R. Kolar, Srprsko Narodno Pozorište, Beograd, 1992.
- Carevic i Princeza (Prince and Princess) - Film, M. Marić, TV Novi Sad, Novi Sad, 1991.
- Alkestida - Pozorišni komad, Zlatko Sviben, Narodno pozorište, Subotica, 1990. sa Peđom Vranešević.
- Artificial Paradise -  Film, Karpo Godina, Viba Film Slovenia, 1989. sa P.Vranešević.
- Artsistra - Film, Gordana Korolija / Peđa Vranešević TV Novi Sad, Novi Sad, 1986. sa P. Vranešević.
- Fore i Fazoni - (Tricks and Flicks) Dečija televizijska serija TV Novi Sad, Novi Sad, 1985 sa P. Vranešević.

## Izložbe

### Samostalne izložbe:
12.02.2025 - 1.03.2025 "Kod Mage Vračević", Kikinda
- 23.12.2024 - 06.01.2025   ”Dani Baleta 4”,  SKCNS Fabrika, Novi Sad
- 26.12.2023. ”Dani Baleta 3”, SKCNS Fabrika, Novi Sad
- 21.02.2023.  Kafe-galerija Frida / Frida Gallery Cafe, Novi Sad.
- 22.12.2022. ”Dani Baleta 2”, SKCNS Fabrika, Novi Sad.
- 12.12.2021. ”Dani Baleta 1”, SKCNS Fabrika, Novi Sad.

### Grupne izložbe:
- Likovni Salon 2024, 4-12.12.2024, Kulturni Centar Novog Sada
- 27 Godišnja Izložba Udruženja „Likovni Krug“  6-17.12. 2023 Kulturna stanica Eđšeg, Novi Sad
- 25.10.2023. Festival Srpskog Podzemlja, SKCNS Fabrika
- 25.09.2022. Festival Srpskog Podzemlja, SKCNS Fabrika
- Diskografija

| Grupa          | Album                  | Format   | Izdavačka kuća | Godina |
| -------------- | ---------------------- | -------- | -------------- | ------ |
|                | “ ...and the gods made wars”                     | CD       |                | 1999   |
|                |                        | CD       |                | 1996   |
|                |                        | CD       |                | 1995   |
| Griva          | “ Griva” (Mane)        | LP       | Jugodisk       | 1987   |
| Laboratorija   | “ Nevinost”            | LP       | Jugoton        | 1986   |
| Luna           | “ Nestvarne Stvari”    | LP       |                | 1984   |
| Luna           | “ Luna - La Strada”              | Cassette |                | 1983   |
| Pekinška Patka | “ Strah od Monotonije” | LP       | Jugoton        | 1981   |
| Pekinška Patka | “ Bila je tako Lijepa” | Singl    | Jugoton        | 1980   |

| Autor                | Album             | Format | Izdavačka kuća | Godina |
| -------------------- | ----------------- | ------ | -------------- | ------ |
| Zoran Bale Bulatovic | Babe & Žabe Vol 2 | CD     | SKCNS          | 2024   |
| Zoran Bale Bulatovic | Babe & Žabe Vol 1 | CD     | SKCNS          | 2023   |
| Zoran Bale Bulatovic |                   | CD     | SKCNS          | 2022   |
| Zoran Bale Bulatovic |                   | CD     |                | 2006   |
| Zoran Bale Bulatovic |                   | CD     |                | 1992   |

## Povratak Lune
Monografija “ Ogledala Lune” 
Knjigu od 380 strana čine intervjui sa Minom, Firčijem, Baletom i Tišmom, kao i sa 20 saradnika, poštovalaca i prijatelja benda Luna. Većina od oko 250 fotografija, uglavnom sa novosadske novotalasne scene, nikad ranije nije objavljena. Posebna poglavlja Ogledala Lune su tekstovi pesama, citati iz recenzija, izveštaja i intervjua, stripovi inspirisani Lunom. Poklon uz knjigu je remasterovani album Nestvarne stvari. Luna je održala dva koncerta u Beogradu i Novom Sadu povodom objavljene monografije.
Predrag Popović i Saša Rakezić su Lunu pratili početkom 80-ih za časopis Džuboks, Goran Tarlać grupu nikada nije gledao. U godini kada je kultna ploča Nestvarne stvari proslavila 30. rođendan, njih trojica su počeli da beleže razgovore sa nekadašnjim članovima benda.

## Spoljašnje veze
- YT
- Bandcamp
- IMDb
- Vimeo
- Soundcloud